# Szürkemellű bíborfecske
A szürkemellű bíborfecske (Progne chalybea) a verébalakúak (Passeriformes) rendjébe, ezen belül a fecskefélék (Hirundinidae) családjába tartozó faj.

## Rendszerezése
A fajt Johann Friedrich Gmelin svéd természettudós írta le 1789-ban, a Hirundo nembe Hirundo chalybea néven.

## Alfajai
- Progne chalybea warneri (A. R. Phillips, 1986) – nyugat-Mexikó;
- Progne chalybea chalybea (J. F. Gmelin, 1789) – kelet-Mexikótól Közép-Amerikán keresztül észak-Peruig, észak-Bolíviáig, észak-Argentínáig, közép- és északkelet-Brazíliáig (az északi területekről a költési perióduson kívül délebbre húzódik).
- Progne chalybea macrorhamphus (Brooke, 1974) – közép-Bolíviától és kelet-Brazíliától közép-Argentínáig, a költési perióduson kívül gyakran északabbra vonul.

## Előfordulása
Mexikótól, Közép-Amerikán keresztül, Dél-Amerikáig honos. Természetes élőhelyei a szubtrópusi és trópusi síkvidéki esőerdők, mangroveerdők, száraz erdők, gyepek és cserjések, lápok, mocsarak, folyók és patakok környékén, valamint legelők, szántóföldek, másodlagos erdők és városi régiók. Állandó és vonuló állományai is vannak.

## Megjelenése
Testhossza 18 centiméter, testtömege 33-50 gramm.
|  |

## Életmódja
Rovarokkal táplálkozik.

## Szaporodása
Februártól augusztusig költ az északi területeken, márciustól júliusig a középsőkön, szeptembertől decemberig a déli területeken. Üregekben fészkel, a tojó 2-4 tojást rak le. A fiókák 15-16 nap múlva kelnek ki, s ezt követően 22 nap múlva repülnek ki a fészekből.

## Természetvédelmi helyzete
Az elterjedési területe rendkívül nagy, egyedszáma nagy és stabil. A Természetvédelmi Világszövetség Vörös listáján nem fenyegetett fajként szerepel.